# Ahmed Elmohamady
Ahmed Eissa Elmohamady Abdel Fattah (* 9. září 1987) je bývalý egyptský fotbalista, který hrál jako pravý obránce.
Elmohamady v roce 2010 přestoupil do anglického klubu Sunderland AFC, kde byl původně na hostování z egyptského týmu ENPPI. Než během letního přestupového období 2017 přestoupil do Aston Villy, odehrál za Sunderland a Hull City přes 240 ligových zápasů.
Za reprezentaci debutoval v roce 2007 a odehrál za ni 92 zápasů. Vyhrál Africký pohár národů 2008 a Africký pohár národů 2010.